# Friedrich Zimmermann
Friedrich Zimmermann ( 1855 - 1928) fue un botánico, micólogo alemán.
Zimmermann trabajó con Hermann Poeverlein (1874–1957); y además con W. Voigtländer como editores de Flora exsiccata rhenana.

## Algunas publicaciones
- 1907-1911. Die Adventiv- und Ruderalflora von Mannheim, Ludwigshafen und der Pfalz.. 2ª ed. 1911

- La abreviatura «F.Zimm.» se emplea para indicar a Friedrich Zimmermann como autoridad en la descripción y clasificación científica de los vegetales.[1]